# Philoponella ramirezi
Espèce
Philoponella ramirezi est une espèce d'araignées aranéomorphes de la famille des Uloboridae.

## Distribution
Cette espèce est endémique du Minas Gerais au Brésil,. Elle se rencontre vers Alto Caparaó.

## Description
Le mâle holotype mesure 2,84 mm et la femelle paratype 3,88 mm.

## Étymologie
Cette espèce est nommée en l'honneur de Martín J. Ramírez.

## Publication originale
- Grismado, 2004 : Two new species of the genus Philoponella from Brazil and Argentina (Araneae, Uloboridae). Iheringia, Série Zoologia vol. 94, no 1, p. 105-109.